# 安原太陽
安原 太陽（やすはら たいよう、2001年4月23日 - ）は、日本の陸上競技選手。滋賀県東近江市出身。花王陸上競技部所属。専門種目は長距離走。

## 経歴
東近江市立船岡中学校、滋賀学園高等学校、駒澤大学文学部卒業。

### 大学時代

#### 大学1年次
三大駅伝での出場はなし。

#### 大学2年次
2021年10月10日の第33回出雲駅伝で2区を担当し、三大駅伝初出場を果たす。8位で襷を受けると、区間3位の好走で順位を2つ上げる。しかし、駒澤大は3区以降優勝争いから遠ざかり、5位に終わった。
同年11月7日の第53回全日本大学駅伝では6区を担当。5区終了時点ではシード圏外の9位だったが、区間2位の快走を見せ4位まで押し上げた。その後、駒澤大は青学大とのデットヒートを制し2連覇を達成した。
2022年1月2日、3日の第98回箱根駅伝では3区を担当し、トップで襷を受ける。だが、区間16位のブレーキで4人に追い抜かれ5位へ後退。4区以降も流れに乗れず総合3位（往路3位、復路9位）に終わり、総合優勝の青学大には11分15秒差をつけられた。

#### 大学3年次
2022年10月10日の第34回出雲駅伝では5区を担当。4区・山野力からトップで襷を受けると、2位との差を11秒広げ区間賞を獲得。駒澤大は青学大が2015年にマークした大会記録を33秒上回る2時間08分32秒の大会新記録を樹立し、9年ぶり4回目の優勝を果たした。
同年11月6日の第54回全日本大学駅伝では2年連続となる6区を担当。トップで襷を受けると、堅実な走りで2位との差を広げた（区間4位）。駒澤大は5時間06分47秒のタイムで出雲駅伝に続き大会新記録を樹立し、3連覇を達成した。
2023年1月の第99回箱根駅伝では7区を担当し、6区・伊藤蒼唯からトップで襷を受ける。2位の中央大にわずかながら差を詰められたが、先頭を守り切った。8区以降は差を詰められることなくそのまま逃げ切り、2年ぶり8回目の総合優勝（完全優勝）及び史上5校目の大学駅伝三冠を果たした。

#### 大学4年次
2023年4月23日に行われた日本学生陸上競技個人選手権男子5000mで優勝し、ワールドユニバーシティゲームズ日本代表に内定した。
8月6日のワールドユニバーシティゲームズでは、14分14秒15のタイムで銀メダルを獲得した。
10月9日の第35回出雲駅伝では前回と同じく5区を担当。2年連続となる区間賞を獲得し、トップで襷を繋いだ。駒澤大は2時間07分51秒の大会新記録で連覇を飾った。
11月5日の第55回全日本大学駅伝では3年連続で6区を担当。トップで襷を受けると、2位の青学大を26秒引き離し区間賞を獲得。4連覇に貢献した。
2024年1月の第100回箱根駅伝では2年連続で7区を担当し、2位で襷を受ける。区間4位の走りを見せるも、先頭との差は詰められず。駒澤大は総合2位（往路2位・復路2位）に終わり、連覇及び2年連続の三冠はならなかった。

### 実業団時代
2025年1月1日のニューイヤー駅伝では5区を担当し、区間20位（花王は総合10位）。

## 人物
- 大学三大駅伝は個人で６度の優勝を経験しており、出雲駅伝が始まって以降最多タイである。
- パナソニックに所属する保坂晴子と生年月日が同じである。

## 戦績・記録

### 大学三大駅伝戦績
| 学年               | 出雲駅伝                    | 全日本大学駅伝              | 箱根駅伝                          |
| ------------------ | --------------------------- | --------------------------- | --------------------------------- |
| 1年生 （2020年度） | 第32回 （開催中止）         | 第52回 ― - ― 出場なし       | 第97回 ― - ― 出場なし             |
| 2年生 （2021年度） | 第33回 2区-区間3位 16分22秒 | 第53回 6区-区間2位 37分30秒 | 第98回 3区-区間16位 1時間04分01秒 |
| 3年生 （2022年度） | 第34回 5区-区間賞 19分04秒  | 第54回 6区-区間4位 37分27秒 | 第99回 7区-区間5位 1時間03分18秒  |
| 4年生 （2023年度） | 第35回 5区-区間賞 17分51秒  | 第55回 6区-区間賞 37分16秒  | 第100回 7区-区間4位 1時間03分13秒 |

## 自己ベスト
- 3000m - 8分04秒57（2023年4月8日：第1回世田谷陸上競技会）
- 5000m - 13分37秒01（2022年7月13日：ホクレン・ディスタンスチャレンジ2022網走大会）
- 10000m - 29分08秒88（2021年11月23日：関東学生10000m記録挑戦競技会）
- ハーフマラソン - 1時間02分25秒（2022年11月20日：上尾シティハーフマラソン）